# Bentara Ganga
Bentara Ganga o Bentota Ganga és un riu de Sri Lanka, que a grans trets forma el límit entre la província del Sud i la província Occidental i desaigua a l'oceà Índic a Bentota. Neix a les muntanyes al interior de la província del sud i després de córrer cap al nord, gira a l'oest fins a la costa, en un recorregut d'uns 40 km.